# Massalengo
Massalengo é uma comuna italiana da região da Lombardia, província de Lodi, com cerca de 3.199 habitantes. Estende-se por uma área de 8 km², tendo uma densidade populacional de 400 hab/km².
Acha-se a 7-8 quilómetros à sul da capital Lodi, e faz fronteira com San Martino in Strada, Cornegliano Laudense, Pieve Fissiraga, Ossago Lodigiano, Villanova del Sillaro.

## Història
Foi no século IX propriedade dos monges Beneditinos de São Pedro em Lodi Vecchio e depois passou nas mão da Família Salerano, e em 1224 aos Capitanei de Cornegliano Laudense. Em 1661 foi dada ao conde Pietro Massalenghi (de onde vem seu nome), de Piacenza, e enfim, em 1756 à Antonio Vigani.
Dapprima possedimento dei monaci benedettini di San Pietro in Lodi Vecchio (IX secolo d.C.) appartenne poi alla famiglia dei Salerano dopo il mille e quindi, nel 1224, ai Capitanei di Cornegliano Laudense.

## Demografia
| Variação demográfica do município entre 1861 e 2011                               |
|                                                                                   |
| Fonte: Istituto Nazionale di Statistica (ISTAT) - Elaboração gráfica da Wikipedia |

## Cultura
A igreja paroquial é dedicada à Santo André, 1621. Existe a linda Villa Premoli, em estilo Liberty, de 1885 com um lindo jardim.